# Gibson (Carolina del Nord)
Gibson és una població dels Estats Units a l'estat de Carolina del Nord. Segons el cens del 2000 tenia 584 habitants.

## Demografia
Segons el cens del 2000, Gibson tenia 584 habitants, 213 habitatges i 146 famílies. La densitat de població era de 230,1 habitants per km².
Dels 213 habitatges en un 34,7% hi vivien nens de menys de 18 anys, en un 40,4% hi vivien parelles casades, en un 23,5% dones solteres, i en un 31% no eren unitats familiars. En el 29,1% dels habitatges hi vivien persones soles el 18,8% de les quals corresponia a persones de 65 anys o més que vivien soles. El nombre mitjà de persones vivint en cada habitatge era de 2,72 i el nombre mitjà de persones que vivien en cada família era de 3,37.
Per edats la població es repartia de la següent manera: un 32,4% tenia menys de 18 anys, un 9,2% entre 18 i 24, un 24,3% entre 25 i 44, un 17,1% de 45 a 60 i un 17% 65 anys o més.
L'edat mediana era de 33 anys. Per cada 100 dones de 18 o més anys hi havia 75,6 homes.
La renda mediana per habitatge era de 21.696 $ i la renda mediana per família de 27.125 $. Els homes tenien una renda mediana de 27.143 $ mentre que les dones 19.167 $. La renda per capita de la població era de 15.542 $. Entorn del 24,1% de les famílies i el 23,6% de la població estaven per davall del llindar de pobresa.

## Poblacions més properes
El següent diagrama mostra les poblacions més properes.